# Gösta Ganner
Gösta Ganner, född 7 juli 1923 på Lidingö, död 11 mars 2015 i Stockholm, var en svensk skådespelare.
Ganner är gravsatt i minneslunden på Lidingö kyrkogård.

## Filmografi
- 1943 – Ungt blod
- 1946 – Eviga länkar
- 1953 – All jordens fröjd
- 1954 – Taxi 13